# Мурад-бей III
Мурад-бей III (араб. أبو الظفر مراد الثالث بن علي باي); нар. 1680 —9 червня 1702) — 8-й бей Тунісу в 1699—1702 роках.

## Життєпис
Син Алі, бея Тунісу. Народився 1680 року в м. Туніс. 1686 року батько було вбито власним братом Мухаммадом, який захпоив владу. Мурада був взято під опіку останнього. Потім виховувався при дворі іншого стрийка — Рамдан-бея. У 1699 році готував змову проти останнього, але був викритий та засуджений до осліплення. Проте Мураду вдалося втекти до Джебель-Усселату. На його бік перейшли деякі арабські племена. У березні 1699 року яничари зчинили заколот на користь Мурада. Зрештою Рамдан-бея булоп овалено й страчено. Влада перейшла до Мурад-бея.
З самого пчатку стикнувся з наміром алжирського дея Хасана Чауша скористатися боротьбою за владу в тунісі. Проте енергійними діями Мурад-бей III відбив напад. За цим наказав стратити сановників та прихильників Рамдан-бея, виявивши надмірну жорстокість. За це отримав прізвисько Бубала (від слова бала —  широкий меч, яким здіснювалися страти). Потім придушив повстання в Кайруані, наказавши арабському клану бану-махзена пограбувати місто.
Зібравши значні війська взяв в облогу Костянтину, який на допомогу прибув алжирський дей Хаджи Мустафа. 1700 року в битві біля Джумаа Ель Еульма (поблизу м. Сетіф) Мурад-бей зазнав тяжкої поразки. В результаті ворог підійшов до Тунісу. Бей вимушен був визнати зверхність Алжиру та зобов'язався сплачувати данину.
Втім невдовзі став планувати реванш, звернувшись до османського дивану в Стамбулі по допомогу. Але 1702 року біля Ваді аль-Зарка (на кордоні з Алжиром) яничарський ага Ібрагім Шеріф вбив бея з пістолету. За цим наказав знищити усіх мурадидів, захопивши владу в Тунісі.